# Леопольд VI
Леопо́льд VI (нім. Leopold VI; бл. 1176 — 28 липня 1230) — герцог Штирійський (1194—1230) і Австрійський (1198—1230). Представник Бабенберзького дому. Батько австрійського герцога Фрідріха II. Прізвисько — Сла́вний (нім. der Glorreiche)

## Біографія
Леопольд VI був молодшим сином Леопольда V, герцога Австрії та Штирії, й Ілони Арпад, дочки угорського короля Гези II. Після смерті батька 1194 року він успадкував Штирійське герцогство, але вже за чотири роки помер його старший брат Фрідріх I і Леопольд VI зійшов на престол Австрії.
У своїй зовнішній політиці Леопольд продовжував традиції своїх попередників з дому Бабенбергів та підтримував у імперії Гогенштауфенів у їхній боротьбі з гвельфами. При цьому йому вдавалось не допускати відкритого розриву з Папою Римським, що дозволило Леопольду виконувати функції посередника на перемовинах імператора й папи. Авторитет австрійського герцога у Німеччині підвищив шлюб дочки Леопольда VI Маргарити й Генріха Гогенштауфена, сина імператора Фрідріха II. Окрім невдалого вторгнення чехів до Австрії 1226 року, під час правління Леопольда VI його держава перебувала у безпеці й не брала участі у військових конфліктах.
Леопольд VI проводив активну церковну політику. Він підтримував лицарські й жебрацькі ордени, особливо цистерціанців та закладав монастирі (Лілієнфельд у Нижній Австрії, 1202). Герцог взяв участь у Альбігойському хрестовому поході 1212 року проти південно-французьких єретиків, а пізніше воював разом з королем Арагону проти іспанських маврів. У 1216 році Леопольд VI вирушив до Єгипту у складі армії хрестоносців П'ятого хрестового походу й брав участь у взятті Дам'єтту.
Герцог також займався розвитком торгівлі й ремісничого виробництва в Австрії та Штирії. За його часів статус міста отримали Лінц, Енс (1212), Відень (1221), що забезпечило швидкий розвиток цих міст. Відень за Леопольда VI став одним з найважливіших міст Німеччини. Підйом торгівлі, особливо посередницької з Чехією, Угорщиною, Баварією та Італією, забезпечив істотне зростання прибутків держави, що дозволило герцогу вести широке будівництво. Зокрема, вперше в дунайському регіоні почали зводитись готичні будівлі (церква у Клостернойбурзі).При ньому була зведена церква Святого Михаїла в Відні.
При дворі Леопольда VI творила ціла плеяда видатних німецьких мінезингерів: Вальтер фон дер Фогельвейде, Нейдхарт фон Ройєнталь, Ульріх фон Ліхтенштейн. Цілком ймовірно, що саме при дворі герцога було створено знамениту «Пісню про Нібелунгів».
Правління Леопольда VI було часом розквіту середньовічного Австрійського герцогства: країна переживала економічний та культурний підйом за стабільного міжнародного становища й високого престижу Бабенбергів у Європі.

## Сім'я
Дружина (з 1203) — Феодора Ангел (померла 1246), дочка (або племінниця) Ісаака II, імператора Візантії
Діти:
- Леопольд (?—1216)
- Маргарита (1205—1266) —  ∞ 1) Генріх, король Сицилії; 2) Оттокар II, король Богемії.
- Агнеса (1206—1226) — дружина Альбрехта I, герцога Саксонський.
- Генріх (1208—1228) —  одружений з Агнесою, донькою тюрингського ландграфа Германа I.
- Гертруда (1210—1241) —  дружина Генріха Распе, короля Німеччини.
- Констанція (1212—1243) —  дружена Генріха III, маркграфа Майсенського.
- Фрідріх II (1211—1246) — герцог Австрійський і Штирійський (1230—1246)

### Монографії
- Lechner, K. Die Babenberger: Markgrafen und Herzoge von Österreich 976—1246. Wien: Böhlau-Verlag, 1996.
- Scheibelreiter, G. Die Babenberger, Reichsfürsten und Landesherren. Wien: Böhlau-Verlag, 2010.

### Довідники
- Dienst, H. Leopold VI. [Архівовано 2 листопада 2021 у Wayback Machine.] // Neue Deutsche Biographie. T. 14, 1985, S. 283 f.
- Eheim, F. Leopold VI. // Gestalter der Geschicke Osterreichs / hrsg. v. H. Hantsch. 1962, S. 51—63.
- Zeißberg, H. von. Leopold VI. [Архівовано 2 листопада 2021 у Wayback Machine.] // Allgemeine Deutsche Biographie. T. 18, 1883, S. 388—391.